# The Last Illusion (álbum)
The Last Illusion es el tercer y último álbum de estudio de la banda estadounidense J.F. Murphy & Salt. Fue publicado en octubre de 1973 a través de Columbia Records.

## Recepción de la crítica
Un escritor no especificado de la revista Cash Box escribió: “El primer LP del grupo para Columbia es un éxito magistral que muestra la increíble variedad y potencial de una de las atracciones de conciertos más populares del país. «Sweet Byrd» suena un poco como una melodía de Elton John, aunque la voz y la escritura de JF son singularmente inquietantes. «New York City/Home» es una pieza de gran alcance que abarca una variedad de efectos de sonido y estilos musicales, mientras que «Touched By Love» y «The Man Who Is Alone» son baladas conmovedoramente puras. La canción que da nombre al álbum es un esfuerzo brillante que resume varios de los conceptos del grupo. «Bell Toll» y «Teenage Fantasy» son notables, al igual que todo el LP producido por Jimmy Ienner”. Un escritor no especificado de la revista Record World comentó: “‘Last Illusion’ es un álbum que finalmente puede brindarle a Murphy & Salt la gran audiencia que su excelente música ha merecido durante mucho tiempo. Las canciones abundan en ingenio terrenal y JF canta con ronco abandono”. Un escritor no especificado de la revista Billboard describió The Last Illusion como un “buen set de rock jazzístico del conjunto veterano”, y calificó la voz de Murphy y el trabajo del saxo de Ron Allard como lo más destacado del álbum.

## Lista de canciones
Todas las canciones escritas y compuestas por J. Murphy, excepto donde esta anotado. 
| Lado uno |                   |          |  |
| N.º      | Título            | Duración |  |
| 1.       | «Sweet Byrd»      | 3:46     |  |
| 2.       | «Which One»       | 4:04     |  |
| 3.       | «Teenage Fantasy» | 3:20     |  |
| 4.       | «Touched by Love» | 2:48     |  |
| 5.       | «Bell Toll»       | 5:16     |  |

| Lado dos |                                                           |                 |  |
| N.º      | Título                                                    | Duración        |  |
| 1.       | «Medley:» I. «The F.F.V.» II. «Home» (J.F. Murphy & Salt) | 10:41 7:48 2:53 |  |
| 2.       | «The Man Who Is Alone»                                    | 3:20            |  |
| 3.       | «The Last Illusion»                                       | 10:03           |  |

## Créditos y personal
Créditos adaptados desde las notas de álbum de The Last Illusion.
Músicos
- J.F. Murphy – voz principal, teclados, Mellotron
- John Reilly – batería
- Ron Allard – coros, saxofón soprano, alto y tenor, flauta
- Joe Parrino – coros, guitarras, trombón, flauta
- George Christ – coros, armónica, vibes, campanas tubulares, percusión
- Russell Warmolts – coros, guitarra bajo

Personal técnico
- Jimmy Ienner – productor, ingeniero de audio
- Shelly Yakus – ingeniero de audio
- Roy Cicala – ingeniero de audio
- Dennis Ferrante – ingeniero asistente
- Danny Barbieri – ingeniero asistente
- Jack Ashkinazy – masterización